# Sentiero Aldo Bonacossa
Il sentiero Aldo Bonacossa, segnavia numero 133 del CAI, attraversa per intero il versante meridionale della catena delle Maddalene, partendo dal passo Palade ed arrivando fino a Penasa di Rabbi. Esso mantiene lungo tutto il gruppo un'altitudine di 2000 m s.l.m., e si situa parte in provincia di Trento e parte in quella di Bolzano.

## Dedicazione
È dedicato ad Aldo Bonacossa, un alpinista milanese, il cui merito è stato quello di essere stato colui che ha creato la prima guida turistica sul Gruppo Ortles-Cevedale, comprendente anche la catena delle Maddalene.

## Escursionismo
Qualsiasi escursionista abbastanza allenato è in grado di effettuare l'attraversata, in quanto il sentiero non presenta grosse difficoltà, che aumentano però in caso di condizioni meteo avverse, ghiaccio o nebbia.

## Segnaletica SAT e l'incrocio con altri sentieri
Il sentiero Bonacossa, anche detto 133, è segnato con i colori bianco e rosso, secondo appunto la segnaletica del CAI, ed incrocia quasi tutti gli altri sentieri situati su questo versante. Ogni incrocio è segnato in modo chiaro da segnavia e tabelle.
Così si può facilmente deviare la propria rotta verso le cime principali, quali il monte Luco, il Cornicolo, la vedetta Alta, il monte Ometto, la cima Olmi, la cima Stubele, il monte Pin, la cima Binasia, il Castel Pagano, cima Tuatti e punta di Quaira.

### Segnaletica SAT e gli altri tipi di segnaletica della zona
Nella zona i sentieri che incrociano il segnavia numero 133 seguono essenzialmente 3 tipologie di segnaletica:
- le 3 cifre indicano i sentieri appartenenti alla Società alpinisti tridentini (SAT) e curati dalla Società stessa;
- una o 2 cifre rappresentano i sentieri dell'Alpenverein Südtirol o delle pro loco altoatesine.

## Consigli per una buona riuscita della traversata

### Tempi e strutture d'appoggio
Camminando 6/7 ore al giorno, senza scendere a valle, si può compiere la traversata in 3 giorni, appoggiandosi principalmente a 3 strutture, che sono il rifugio Maddalene, il bivacco forestale e la Malga Bordolona di Sotto.

### Il bagaglio dell'escursionista
Oltre allo zaino e ai viveri, l'escursionista deve portare con sé tutto ciò che serve per passare la notte in montagna (a 2000 m s.l.m. le temperature notturne sono sempre molto basse), la carta topografica, una torcia elettrica e una bussola.
Non serve portare acqua, perché la catena delle Maddalene è molto ricca dal punto di vista idrografico.